# Comunicación de crisis
Comunicación de crisis señala las relaciones públicas entre empresas, autoridades y otras organizaciones en el contexto de situaciones de crisis. Como crisis se entienden todos los eventos internos y externos, por cuales amenazan peligros agudos para las personas, el medio ambiente, valores de capital o la reputación de una empresa o institución.
Los científicos que estudian las ciencias de la comunicación definen la comunicación de crisis como sigue:

"The perception of an unpredictable event that threatens important expectancies of stakeholders and can seriously impact an organization's performance and generate negative outcomes."

## Variedad de crisis
La crisis puede aparecer en cada empresa, autoridad y organización en formas variadas. Cada crisis parece diferente y tiene su propia dinámica, que se puede presentar de manera inesperada y súbita. La crisis se puede categorizar conforme a los rasgos siguientes:
- crisis económica (p.ej. crisis de la venta, reducción notable de beneficios, competencia)
- crisis técnica (p.ej. incidentes, accidentes, averías)
- crisis de la existencia (p.ej. insolvencia, absorción hostil, fusión)
- crisis de productos (p.ej. fallo de producto, campañas de retirada, amenaza para la salud)
- crisis de producción (p.ej. sabotaje)
- crisis intraempresarial (p.ej. corrupción, problemas de personal, huelgas)
- crisis de comunicación (p.ej. problemas de la imagen pública, rumores negativos)

## Fases de la crisis
La Comunicación de crisis identifica tres fases en la evolución de las crisis:
- Fase de precrisis: En esta fase la crisis empieza y la organización comienza.
- Fase de crisis: En esta fase la crisis ya ha salido pública a través de los medios de comunicación.
- Fase de postcrisis: Esta fase ocurre después de la anulación de la crisis.